# ماریانا (پنسیلوانیا)
ماریانا (انگلیسی: Marianna) یک بخش در ایالات متحده آمریکا است که در شهرستان واشینگتن، پنسیلوانیا واقع شده‌است. جمعیت این بخش در سرشماری سال ۲۰۲۰ برابر با ۳۹۶ نفر بوده‌است.